# 貫索七
貫索七（Epsilon Coronae Borealis，來自ε Coronae Borealis 拉丁化），是星座北冕座中距離太陽系約230光年的多星系統。它的綜合視星等為4.13，這意味著除了市中心明亮的夜空外，所有夜空都可以用肉眼看到它。它是一顆橙色巨星，質量約為太陽的1.7倍，光譜類型為K2III， 它已經耗盡了其核心供應的氫燃料，並膨脹到太陽直徑的21倍，和光度的151倍；也就是說，貫索七的直徑大約是水星軌道的四分之一。其表面溫度計算為4365 ± 9 K or 4406 ± 15 K.，它被認為大約有17.4億年的歷史。
貫索七B是一顆伴星，被認為是一顆光譜類型為K3V至K9V的橙矮星，其軌道距離為135個天文單位，每900年完成一次軌道。
一顆暗淡的恆星（亮度為11.5等）距離主星1.5角分，被稱為貫索七C，然而它只是在視線附近，與該系統無關。
貫索七位於變星北冕座T以北一度（並用作指南）。

## 行星系統
從2005年1月到2012年1月的七年時間裡，觀測到貫索七恆星系統的徑向速度，在此期間記錄了「擺動」週期大約為418天。 據計算，這是一顆質量約為木星6.7倍的行星，其軌道距離為1.3個天文單位，偏心率為0.11。
| 成員 (依恆星距離) | 质量          | 半長軸 (AU) | 轨道周期 (天) | 離心率      | 傾角 | 半径 |
| ----------------- | ------------- | ----------- | ------------- | ----------- | ---- | ---- |
| b                 | ≥6.7 ± 0.3 MJ | 1.3         | 417.9 ± 0.5   | 0.11 ± 0.03 | —    | —    |